# Maison Castagnola
La maison Castagnola, ou Casa Castagnola, est une maison située dans le quartier du Vieux-Port, appelé aussi Terra Vechja, à Bastia dans le département français de Haute-Corse.
La maison est partiellement inscrite au titre des monuments historiques en 1993.

## Histoire
La maison appartenant à l'origine par la famille Castagnola, originaire de Ligurie. Elle a été construite à la fin du XVIe siècle.
Elle est célèbre pour l'inscription « Col tempo », sur sa façade, au-dessus de l'entrée du côté de l'actuelle rue des Terrasses. La tradition orale rapporte que cette devise était une réponse à la famille Cardi, famille rivale des Castagnola, dont l'immeuble, plus haut, est situé juste en face.
La maison est partiellement inscrite au titre des monuments historiques par arrêté du 23 juin 1993.

## Description
La façade nord est décorée d'un bas-relief représentant saint Roch, protecteur des épidémies ; il est le souvenir d'une épidémie de peste qui avait frappé la ville en 1569. L'histoire dit que la peste aurait épargné la ville, et que l'épidémie se serait arrêtée à cet endroit.
Le vestibule de l'entrée côté rue des Terrasses est décoré de fresques datant du XVIIe siècle. Il a longtemps été avancé que l'une d'entre elles représentait la Bataille de Lépante ; il est désormais attesté que ce n'est pas le cas.

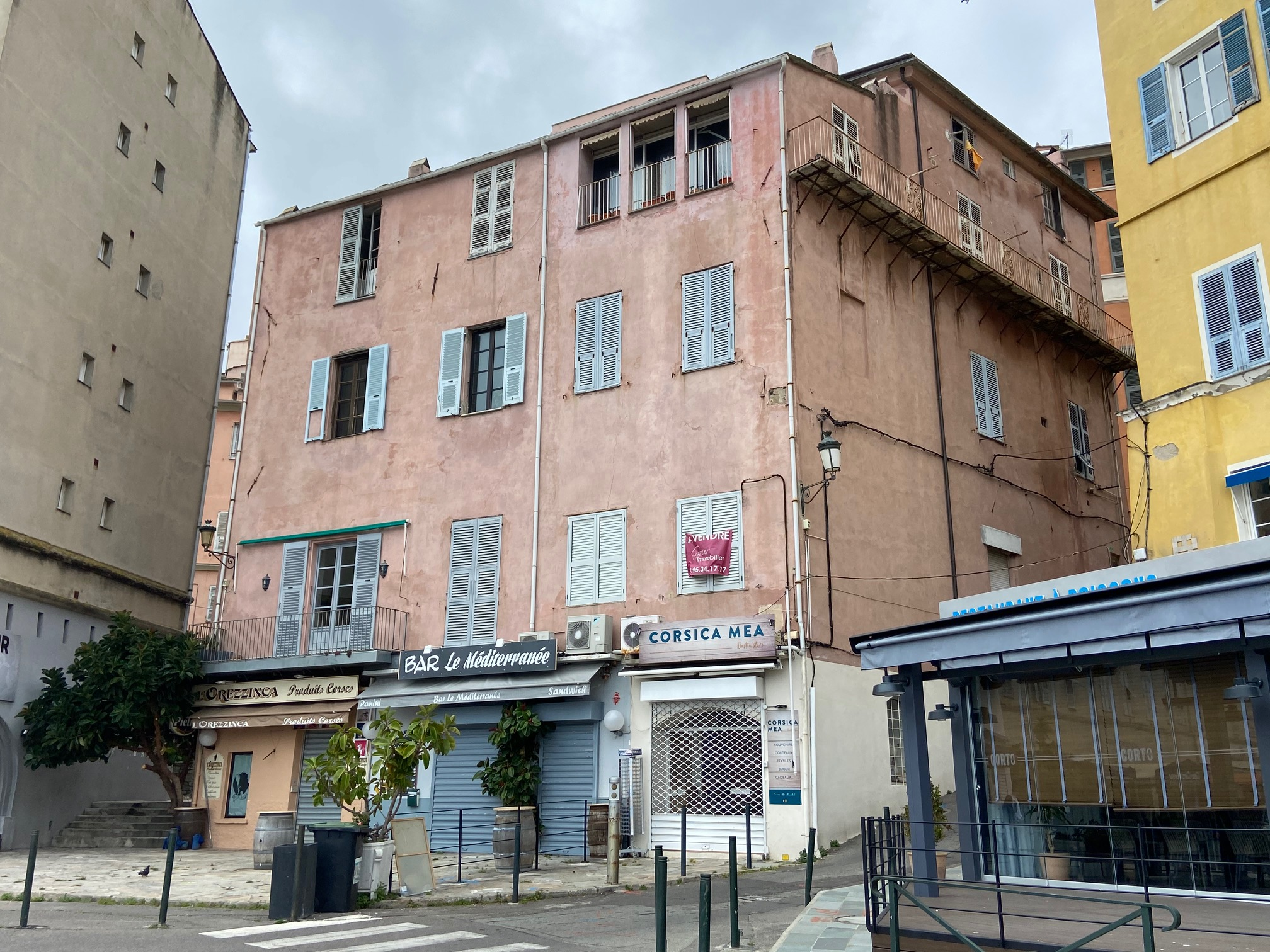
Maison Castagnola.
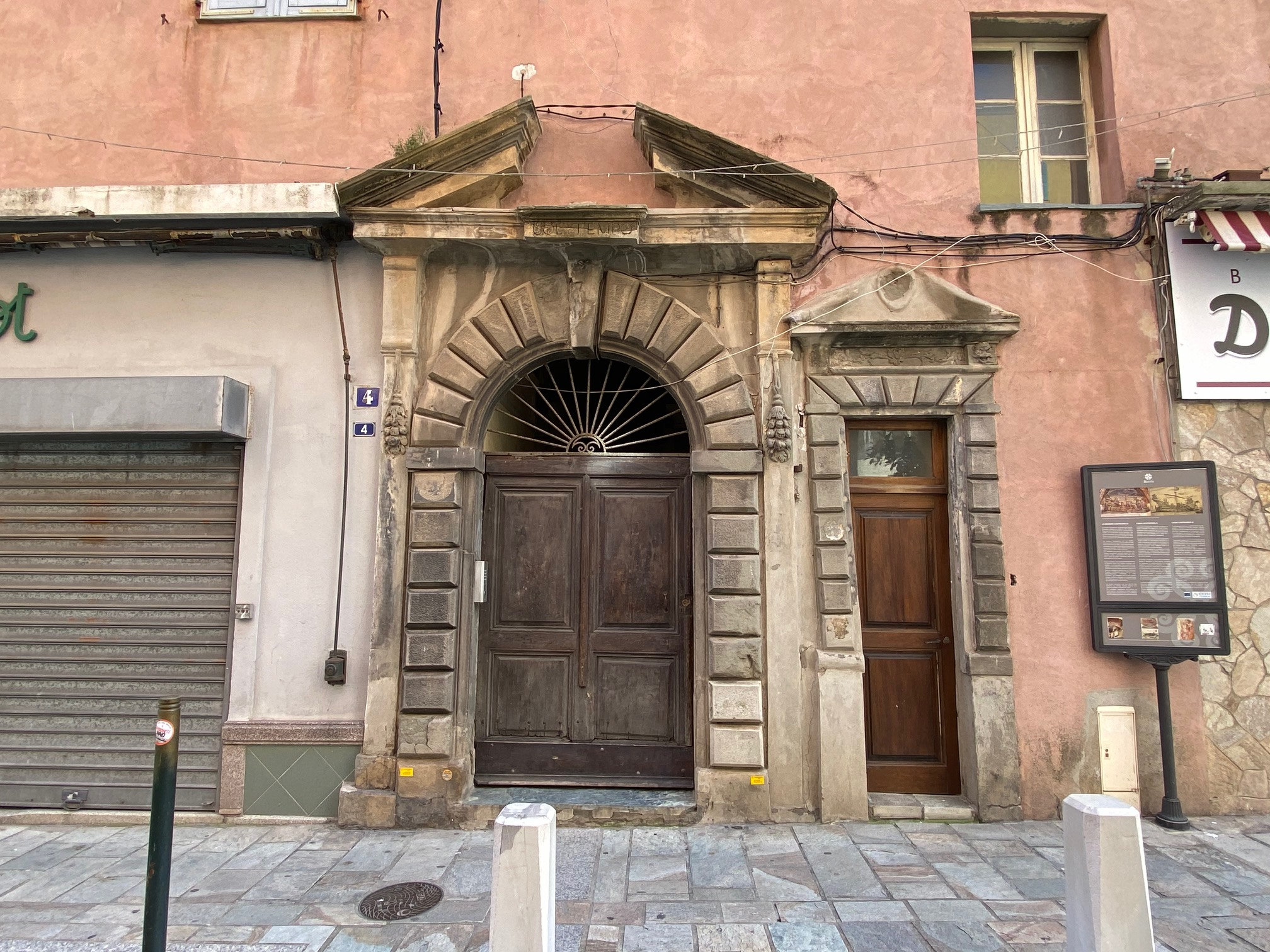
Entrée principale, rue des Terrasses.
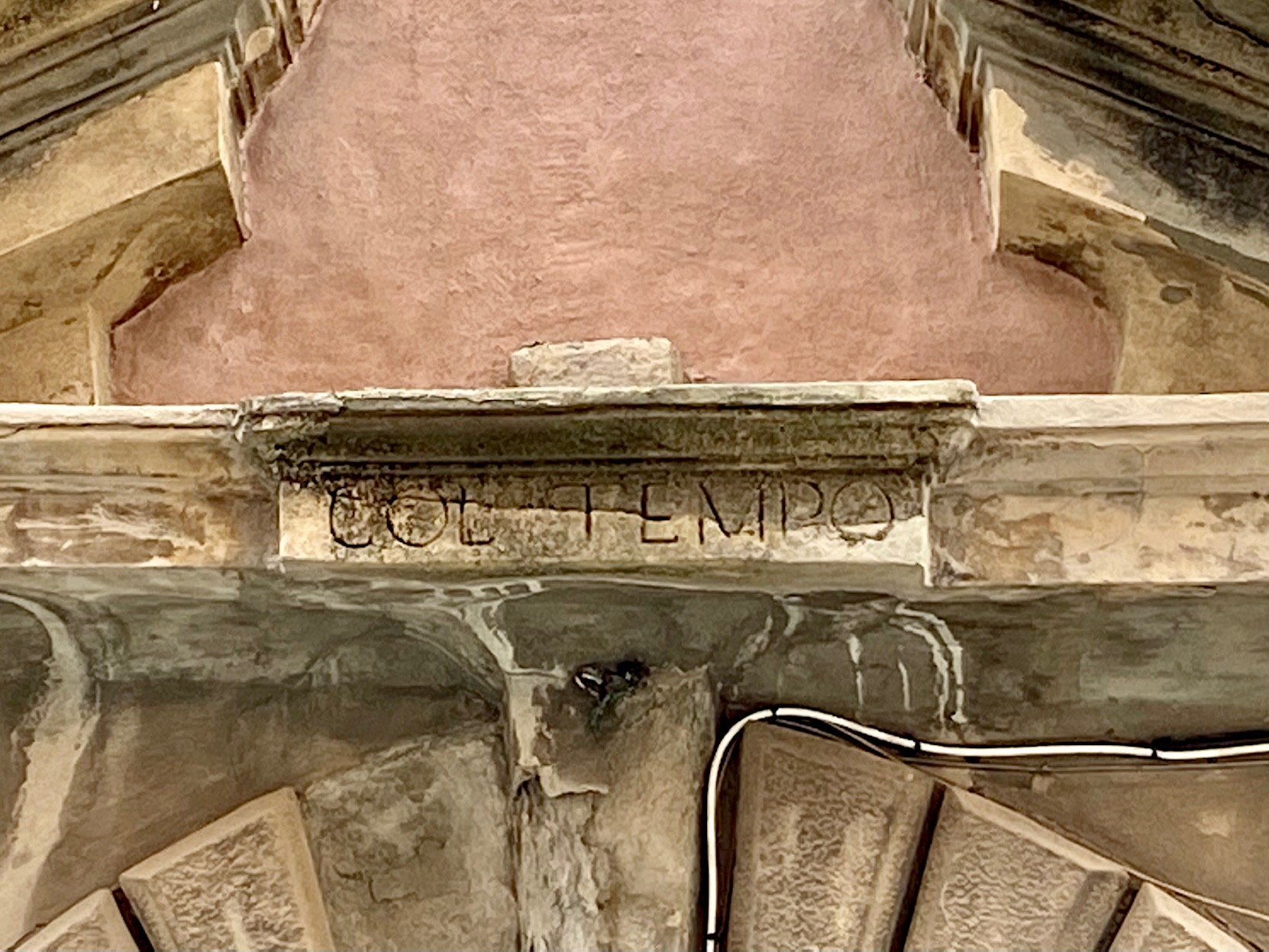
Inscription « Col tempo » sur la façade côté rue des Terrasses.
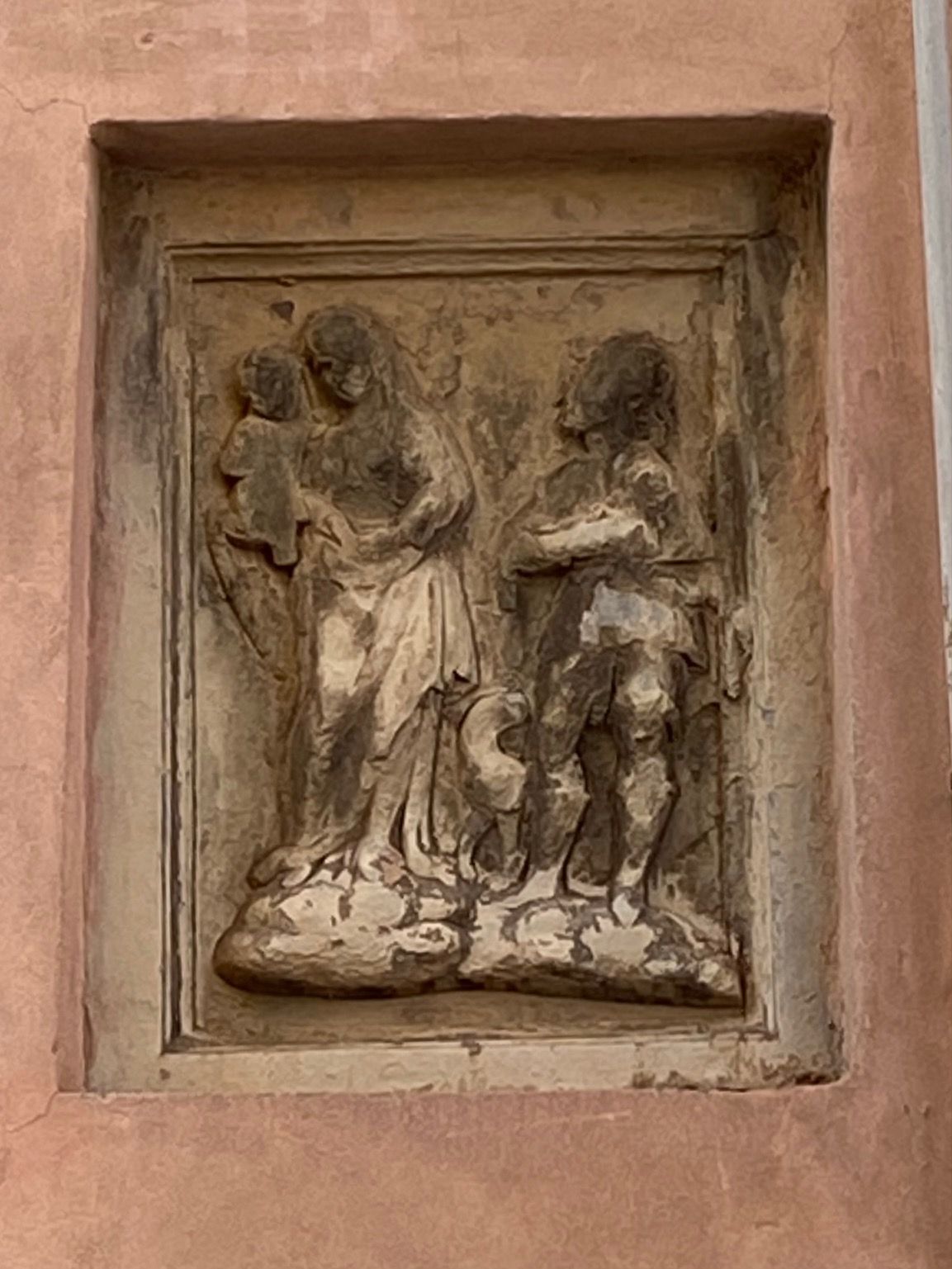
Bas-relief représentant la Vierge tenant l'enfant Jésus et saint Roch.
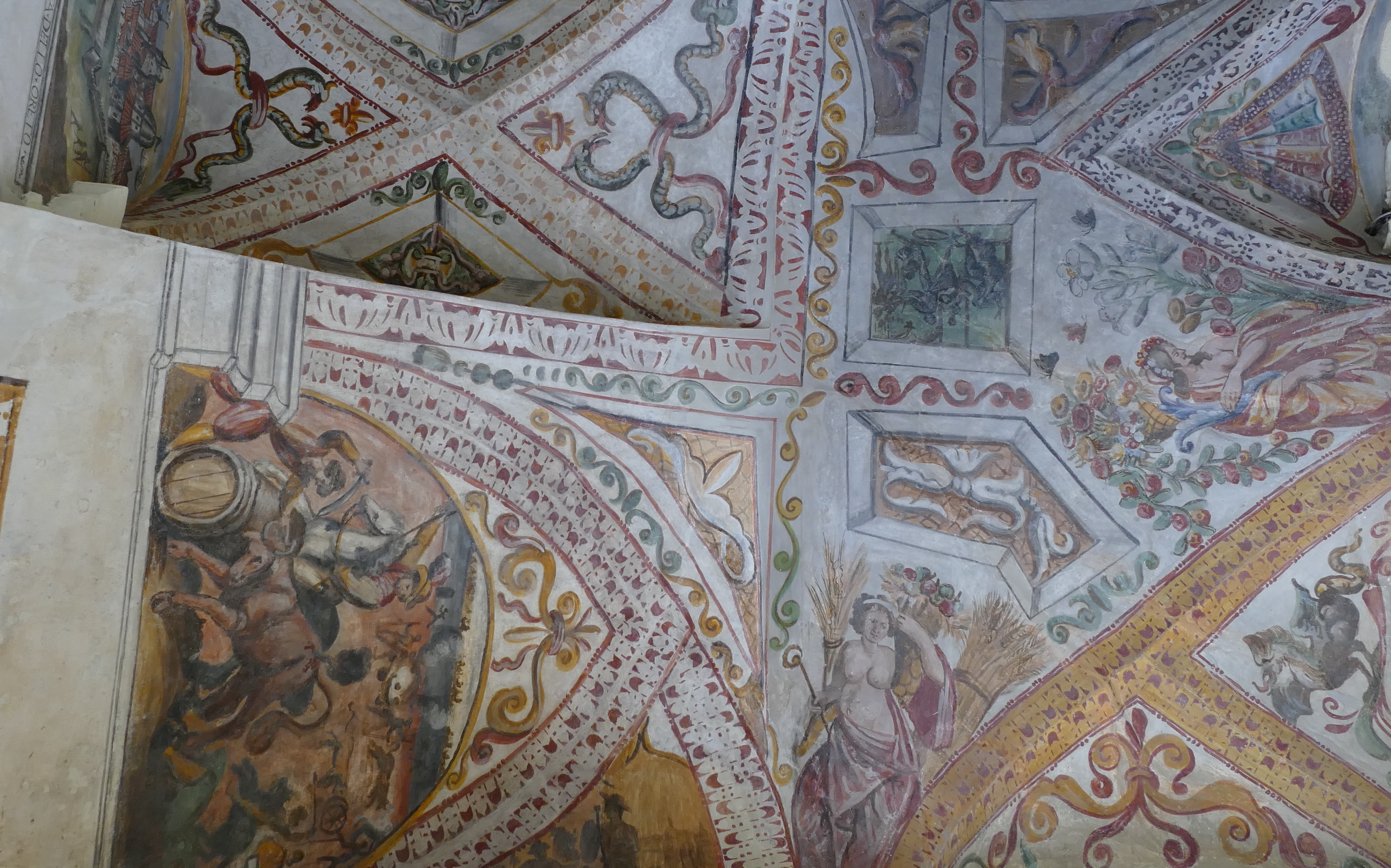
Fresques.